# Chromacilla longissima
Chromacilla longissima är en skalbaggsart som först beskrevs av Bates 1879.  Chromacilla longissima ingår i släktet Chromacilla och familjen långhorningar. Inga underarter finns listade i Catalogue of Life.